# Miss You (Aaliyah-dal)
A Miss You Aaliyah amerikai énekesnő kislemeze. A dal egyike azoknak a korábban kiadatlan daloknak, melyek Aaliyah első válogatásalbumán, a halála után megjelent I Care 4 U-n jelentek meg először. A Miss You az album első kislemeze volt.

## Fogadtatása
A Slant magazin szerint a dal „Aaliyah-light”. A MusicOMH.com az album legjobb új dalának nevezte. „A szívbemarkoló szöveg jól illik a lágy, elgondolkodó dallamhoz.” Az AllMusic azt írja a dalról és az album egy másik daláról, az All I Needről: „nincs meg bennük a klasszikus Timbaland-produkciók éle, de megállják a helyüket, még az énekesnő karrierjének legjobb dalai mellé téve is.”
A dal az amerikai Billboard Hot 100 ötvenötödik helyén nyitott és a harmadik helyig jutott a listán. Az év végi összesített slágerlistán a 8. helyre került, a Hot R&B/Hip-Hop Songs slágerlista év végi kiadásán a 3.-ra.

## Videóklip
A dal videóklipjét Little X rendezte, és Aaliyah számos barátja szerepel benne. A klipet két helyszínen forgatták: Long Island Cityben és Los Angelesben. Tweet, Lil’ Kim, Jaheim és Lil' Jon a Long Island-i forgatáson vettek részt, Jamie Foxx, DMX, Quincy Jones és Ananda Lewis a Los Angeles-in. A klipben láthatóak jelenetek Aaliyah korábbi videóklipjeiből is. A Miss You videóklipje a 23. helyre került a BET tévécsatorna 2003 legjobb 100 videóklipje listáján. A YouTube-on az egyik legjobb minősítést kapott klip.
A klipben szereplők: DMX, Missy Elliott, Jay-Z, La-La, Lil' Kim, Tweet, Jamie Foxx, Queen Latifah, Toni Braxton, Tank, Rosario Dawson, U-God a Wu-Tang Clanból, AJ Calloway, Free, Quddus, Nick Cannon, Playa, Dallas Austin, Big Tigger, Ananda Lewis, Elise Neal, Lyfe Jennings, Montel Williams, Timbaland, Jaheim, Field Mob, J.D. Williams, Lil' Jon and The Eastside Boyz, Quincy Jones, Andre Royo, Eric B. and Rakim, Static Major.

## Számlista
CD maxi kislemez (Európa)
1. Miss You
2. One in a Million
3. At Your Best (You Are Love)

## Helyezések
| Slágerlista (2003)                   | Legmagasabb helyezés |
| ------------------------------------ | -------------------- |
| USA Billboard Hot 100                | 3                    |
| USA Billboard Hot R&B/Hip-Hop Tracks | 1                    |
| USA Billboard Rhythmic Top 40        | 8                    |
| USA Billboard Top 40 Tracks          | 8                    |
| Dán kislemezlista                    | 15                   |
| Holland kislemezlista                | 25                   |
| Kanadai kislemezlista                | 14                   |
| Német kislemezlista                  | 8                    |
| Osztrák kislemezlista                | 29                   |
| Svájci kislemezlista                 | 15                   |
| Svéd kislemezlista                   | 40                   |
| Tajvani kislemezlista                | 8                    |
| Nemzetközi egyesített slágerlista    | 29                   |